# Trimenoponidae
Trimenoponidae es una familia de piojos de los libros en el orden Psocodea. Existen 6 géneros y 18 especies descriptas en Trimenoponidae.

## Géneros
Estos seis géneros pertenecen a la familia Trimenoponidae:
- Chinchillophaga Emerson, 1964
- Cummingsia Ferris, 1922
- Harrisonia Ferris, 1922
- Hoplomyophilus Mendez, 1967
- Philandesia Kellogg & Nakayama, 1914
- Trimenopon Cummings, 1913